# اورادور-سور-گلان
اورادور-سور-گلان (به فرانسوی: Oradour-sur-Glane) یک کمون در فرانسه است که در Canton of Saint-Junien-Est واقع شده‌است.

## خصوصیات
اورادور-سور-گلان ۳۸٫۱۶ کیلومترمربع مساحت و ۲٬۲۰۵ نفر جمعیت دارد و ۲۸۵ متر بالاتر از سطح دریا واقع شده‌است.

## نگارخانه

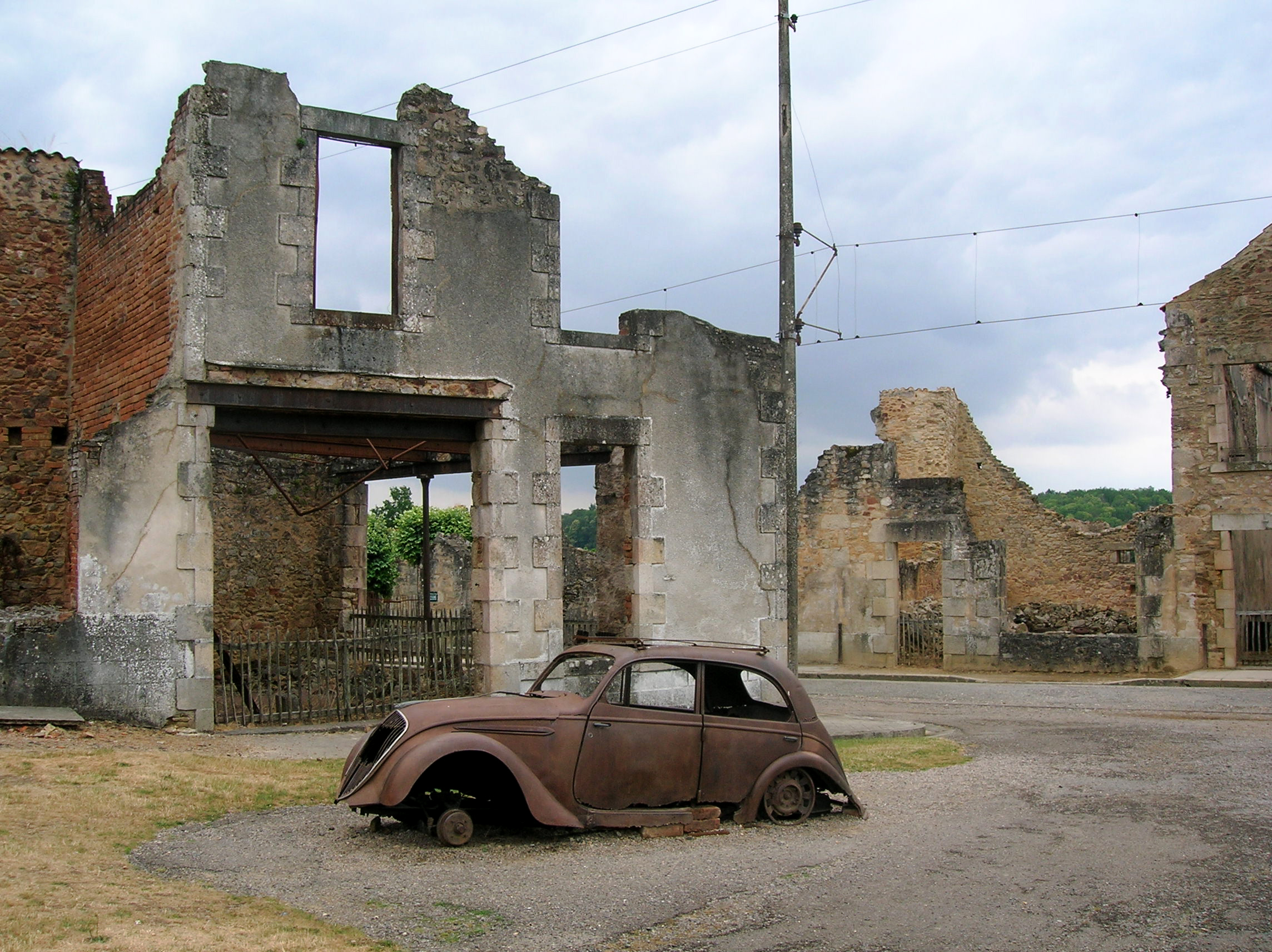